# Fa fölött, fa alatt
A Fa fölött, fa alatt kezdetű szlovák népdalt Bartók Béla gyűjtötte a Gömör vármegyei Gerlicén 1906-ban.
Feldolgozások:
| Szerző       | Mire        | Mű                             | Előadás |
| ------------ | ----------- | ------------------------------ | ------- |
| Bartók Béla  | zongora     | Gyermekeknek                   | [ 2 ]   |
| Bárdos Lajos | egynemű kar | Fa fölött – Pod lipkou, 1. dal | [ 4 ]   |

## Felvételek
- Lilla (9,5) plays piano: Bartók: For children. YouTube (2010. június 9.)  (Hozzáférés: 2016. március 28.) (videó)